# Tirailleurs algériens
Les tirailleurs algériens, appelés aussi Turcos, sont des unités d'infanterie de l'armée de terre française, appartenant à l'Armée d'Afrique
Ces unités constituées en Algérie française, à recrutement majoritairement indigène (70-90 % selon les époques), sont actives de 1842 à 1964. Les tirailleurs algériens participent à toutes les campagnes militaires du Second Empire et de la IIIe République et se distinguent particulièrement lors de la Première Guerre mondiale, au cours de laquelle les 14 régiments ayant combattu obtiennent 55 citations à l'ordre de l'Armée, 4 régiments recevant la fourragère aux couleurs de la Légion d'honneur, puis lors de la Seconde Guerre mondiale, notamment lors de la campagne d'Italie au sein du corps expéditionnaire français du général Juin puis du débarquement de Provence en août 1944.

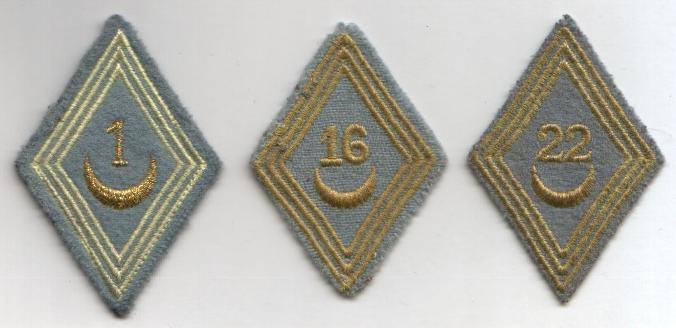
1er RTir d'Épinal (sous-officier) - 16e RTT (troupe) - (troupe) écussons modèle 1945.

## Le mot «Turcos»
Le surnom de « Turcos » a été donné aux Tirailleurs algériens lors de la guerre de Crimée par les Russes qui les avaient pris pour des Turcs. Parfois, il est utilisé en reprenant le terme espagnol, à propos d'Amérique latine (de Cuba à l'Argentine) pour désigner les descendants des immigrés de l'ex-empire ottoman, Syriens et Libanais.
Le terme Turcos est surtout employé à la fin du XIXe siècle, notamment pendant la guerre de 1870-1871. Des Turcos sont ainsi les héros de la commune de Chanteau (Loiret) ou d'un des Contes du lundi d'Alphonse Daudet, « le Turco de la commune ».
Les traductions successives du mot, désormais français, de « turco » amènent à des contre-sens. Ainsi, le roman La Ciociara d'Alberto Moravia (dont Vittorio De Sica tire le film le film homonyme en 1961, avec Sophia Loren et Jean-Paul Belmondo) évoque les crimes perpétrés en Italie, dans la région d'Esperia, par l'armée française et notamment par certains de ses goumiers marocains assimilés aux Turcos. La traduction en français en 1958 par Claude Poncet parle de « Turcs » (pages 293 & 297 de l'édition J'ai Lu, 1984, 350 p.) faisant un lien, non voulu par l'auteur, entre les anciennes et les nouvelles catégories de sujets de ressentiment.

## Historique
Dès les débuts de la conquête de l'Algérie, en 1830, les soldats français s'entourent de troupes indigènes car ces dernières connaissent bien le pays, la culture locale, l'adversaire et s'adaptent généralement mieux au climat local que les Européens.
Ces troupes indigènes sont tout d'abord appelées zouaves par les Français du nom d'une confédération tribale qui servit les turcs d'Algérie, entrée au service de la France peu après la prise d'Alger. Le recrutement des tirailleurs algériens est rapidement (octobre 1830) ouvert aux colons européens d'Algérie.
Trois bataillons de Tirailleurs Indigènes sont créés par l'ordonnance du 7 décembre 1841 pour accueillir les indigènes au moment où les Zouaves deviennent un corps à recrutement exclusivement français.
Les premiers bataillons de tirailleurs algériens apparaissent ainsi en 1842 et servent de force de souveraineté dans les territoires conquis. Ces unités de tirailleurs, recrutés parmi les indigènes, se différencient des unités de zouaves, à recrutement européen. Au début les bataillons sont indépendants et participent à la plupart des opérations de conquête et de pacification en Algérie notamment à Constantine et Laghouat. En 1854, un régiment provisoire est organisé pour la guerre de Crimée puis en 1856, trois régiments à trois bataillons de six compagnies sont créés, un dans chaque département d'Algérie, et comportent chacun 106 officiers et 4 059 hommes. En 1884, un 4e régiment est formé en Tunisie. Au départ, les tirailleurs tunisiens sont intégrés aux tirailleurs algériens et portent des numéros d'unités multiple de quatre. C'est seulement en 1921 que le terme de Tunisien sera adopté pour désigner ces derniers. En 1914, cinq nouveaux régiments, les 5e, 6e, 7e, 8e et 9e, sont créés.
À partir de 1854, les tirailleurs vont servir hors d'Afrique du Nord et stationneront régulièrement en France entre 1918 et 1960. Le commandement français montrera une grande confiance dans ces troupes et leur implication au service de la France ainsi que leur « exotisme » les rendront souvent très populaires auprès des populations locales.
Les régiments de tirailleurs algériens écrivent pour l'armée française parmi les pages les plus glorieuses de son histoire. Ils participent à toutes les campagnes du Second Empire et de la IIIe République : Laghouat (1852), guerres de Crimée (1854-1855), où ils gagnèrent leur surnom de « turcos », et d'Italie (1859), campagne du Sénégal (1860-1861) et de Cochinchine (1858-1862), guerre du Mexique (1862-1867), guerre franco-prussienne de 1870-1871 en Lorraine, aux armées de la Loire et de l'Est, campagnes de Tunisie (1881-1883), du Tonkin (1883-1886), de Madagascar (1895), opérations de pacification en Algérie, au Sahara, campagne du Maroc de 1907 à 1912. Ils s'illustrent ensuite durant la Première Guerre mondiale, notamment lors de la bataille de Verdun en 1916, puis durant la Seconde Guerre mondiale, en Tunisie (1942-1943), en Corse (1943), en Italie (1943-1944), sur l'Île d'Elbe (1944), en Provence (1944), dans les Vosges (1944), en Alsace (1944-1945) et en Indochine plus particulièrement à la Bataille de Điện Biên Phủ en 1954.
Les régiments de tirailleurs algériens (RTA) deviennent en 1958 « régiments de tirailleurs » (RT), le « A » disparaissant. En 1964, les tirailleurs sont dissous, et à leur place on forme des bataillons de chasseurs ou des régiments d'infanterie.

## Les différentes appellations des régiments de tirailleurs algériens et tunisiens
- 1856-1913 : Régiments de tirailleurs algériens (RTA)
- 1913-1921 : Régiments de tirailleurs indigènes (RTI). Appellation officielle mais peu utilisée. Durant la guerre 1914-1918 des régiments de marche de tirailleurs (RMT) sont formés à partir des différents régiments organiques.
- 1921-1924 : appellation par recrutement d’origine : Régiments de tirailleurs algériens (RTA) et  Régiments de tirailleurs tunisiens (RTT)
- 1er octobre 1924 au 22 février 1926 : Régiments de tirailleurs nord-africains (RTNA)
- 1926-1958 : retour à l'appellation par recrutement d’origine : RTA et RTT
- 1958-1964 : Régiment de tirailleurs (RT)

La numérotation des régiments est commune aux tirailleurs algériens et tunisiens.

## Uniforme, nouba et mascotte du régiment

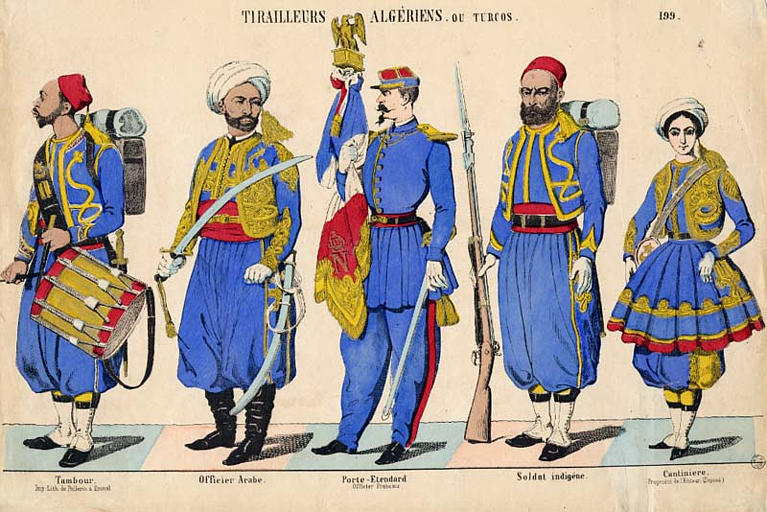
Uniforme en 1852 : tambour et officier « indigènes », officier français, soldat « indigène », cantinière (de gauche à droite)

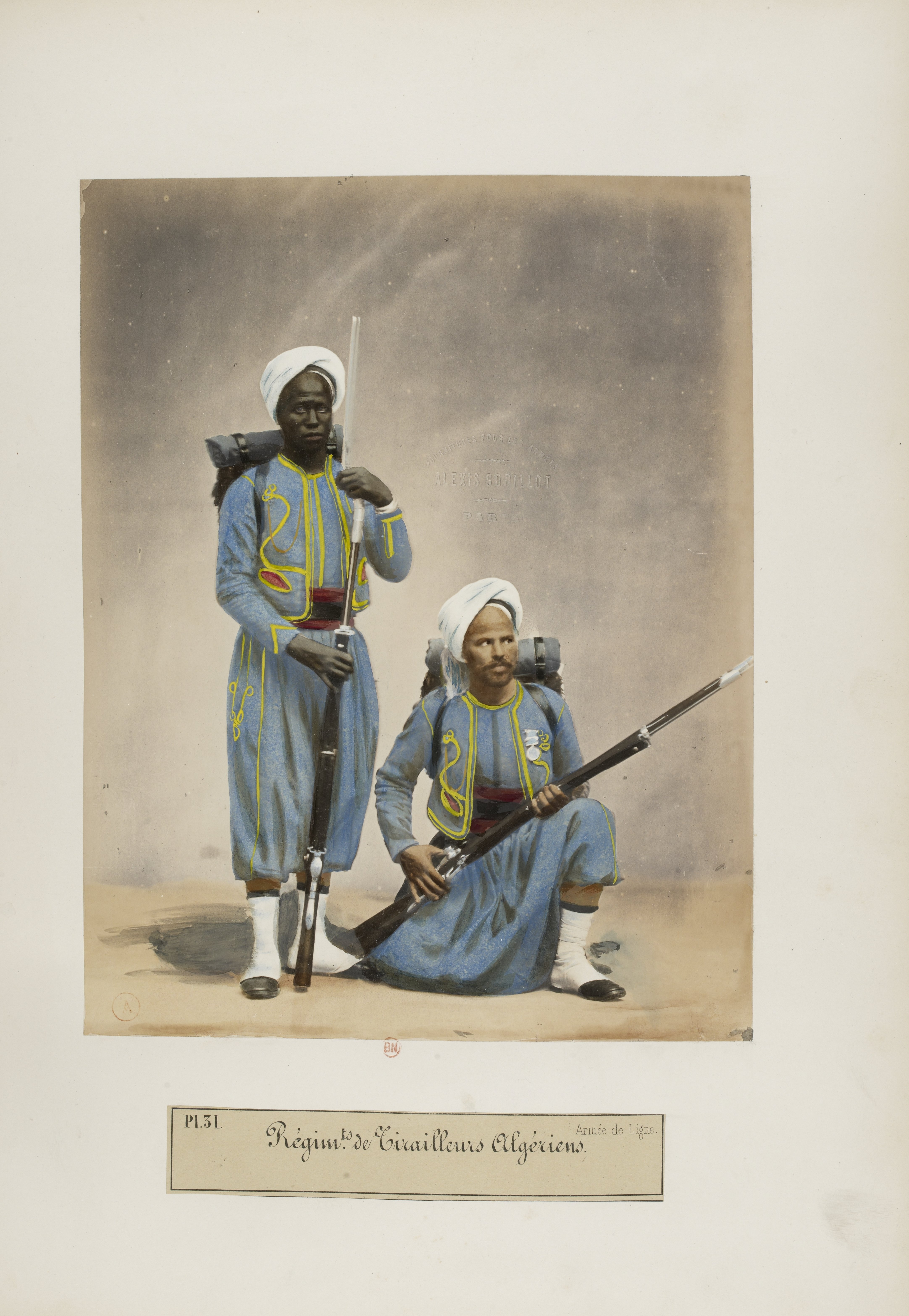
Uniforme des tirailleurs algériens vers 1866

L'uniforme des tirailleurs dit « à l'orientale » remonte à la création des premiers régiments vers 1840. Cet uniforme, quasiment identique à celui des zouaves et des spahis, hormis dans le choix des couleurs comprend :
- une coiffure : la « chéchia » ou le « chèche »
- une veste de couleur bleue avec des parements jaunes, portée sur une « sédria » (gilet sans manches)
- une ceinture de laine rouge
- le séroual, un pantalon bleu ou blanc, ample avec de nombreux plis

En plus de leur uniforme particulier, les tirailleurs possèdent également une musique originale, la nouba, caractérisée par son chapeau chinois, et une mascotte (généralement un ovin, bélier, mouflon ou bouc) qui marche en tête lors des défilés.

## Composition d'un régiment de tirailleurs

### Première Guerre mondiale

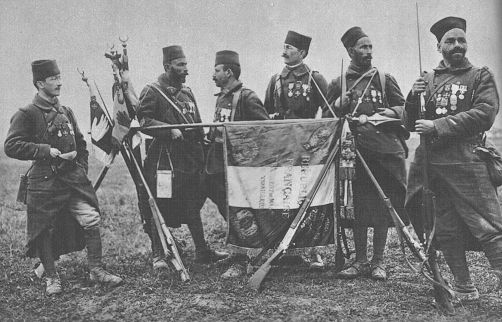
Le 7e RTA et son drapeau en 1917

En 1914, un régiment d'infanterie possède trois bataillons et compte environ 3 400 hommes. Un bataillon d'infanterie comprend quatre compagnies et compte 1 100 hommes et deux mitrailleuses. Une compagnie d'infanterie compte 4 sections de 60 hommes.
À la mobilisation, les neuf régiments de tirailleurs algériens et tunisiens représentent quarante bataillons dont dix-neuf se trouvent au Maroc. 32 bataillons sont envoyés en France en août et septembre 1914, six demeurent au Maroc et deux en Algérie. Au cours de la guerre l'effectif s'accroît encore avec la formation de régiments de marche (RMT) et de régiments mixtes de Zouaves et de Tirailleurs (RMZT). Deux réorganisations se produisent, l'une en décembre 1914 et l'autre en mars 1915. Elles se traduisent par l'apparition de neuf régiments de marche, numérotés de 1 à 9 qui comprendront au cours des trois années de guerre suivantes quelque 63 bataillons auxquels s'ajouteront 12 supplémentaires dans les derniers mois de la guerre. Le jour de l'armistice, 48 bataillons de 700 hommes environ sont présents.

### Seconde Guerre mondiale

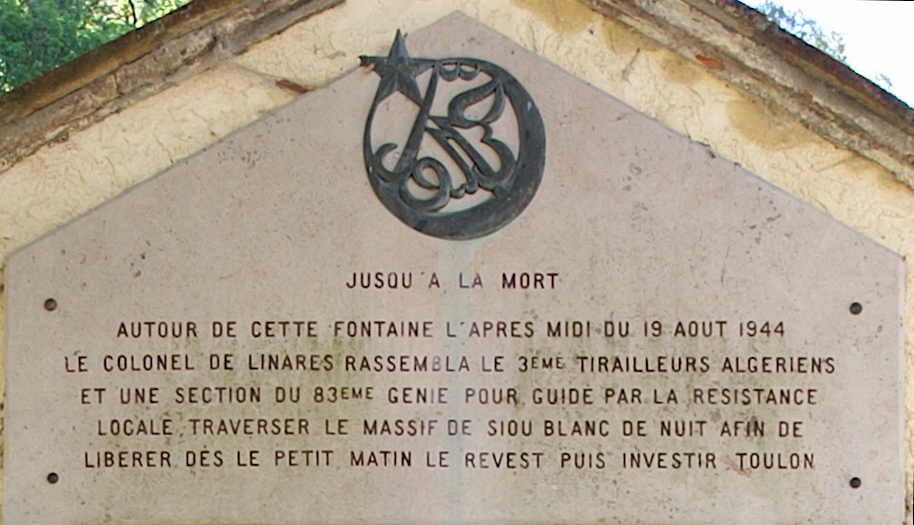
Plaque commémorative en face de la Chartreuse de Montrieux

Durant la Seconde Guerre mondiale, un régiment de tirailleurs est commandé par un colonel assisté d'un lieutenant-colonel. Il comprend :
- un état-major
- trois unités régimentaires :
  - une compagnie hors-rang (CHG)
  - une compagnie antichar (CAC)
  - une compagnie de canons d'infanterie (CCI) qui dispose de six obusiers de 105
- trois bataillons qui comprennent chacun
  - une compagnie de commandement
  - trois compagnies à trois sections de fusiliers-voltigeurs et une section de mitrailleuses et d'engin
  - une compagnie d'accompagnement à deux sections de mitrailleuses lourdes, une section de mortiers de 81 et une section de canons antichars

Un régiment comporte un peu plus de 3 000 hommes (dont 500 officiers et sous-officiers) et 200 véhicules. La proportion de Maghrébins atteint 70 % pour le régiment, 75 % pour le bataillon et 80 % pour la compagnie de fusiliers-voltigeurs.

## Campagnes du Second Empire

### Guerre de Crimée (1853-1856)
En 1854 un régiment provisoire à deux bataillons de neuf compagnies est formé. C'est lors du siège de Sébastopol que les tirailleurs gagnent leur surnom de Turcos. Au cours de la campagne, le régiment s'illustre à de nombreuses reprises. Il est cité une première fois le 19 mars 1855 à l'ordre de l'armée d'Orient : « dans la nuit du 14 au 15 mars, trois compagnies [de tirailleurs] se sont jetées sur une masse d'infanterie russe, l'ont mise en déroute et refoulée dans la place ». Le 7 juin 1855, les alliés s'emparent du Mamelon-Vert, un ouvrage fortifié qui couvre Malakoff à l'est. Au cours de cet assaut, le régiment de Tirailleurs algériens perd 28 officiers et 398 hommes tués ou blessés et est cité une nouvelle fois dans l'ordre général du commandant en chef de l'armée d'Orient « pour la part active qu'il a prise à l'enlèvement de vive force des redoutes russes en avant de Sébastopol ». Le 7 septembre 1855, le général Mac Mahon attaque le fort de Malakoff, clé de la défense russe. Le lendemain, les Russes abandonnent la position après y avoir mis le feu. La tour Malakoff tombe aux mains des Français et des Anglais. Par cette victoire, Mac Mahon passe à la postérité. C'est à ce moment qu'il prononce son fameux « J'y suis ! J'y reste ». Ces combats coutent à nouveau aux tirailleurs 14 officiers et 250 hommes. Lors de cette bataille, le sergent Mohamed Ould el Hadj Kadour, qui perd ses deux bras, devient le premier tirailleur à être décoré de la Légion d'honneur.
Sur 2 800 tirailleurs envoyés en Crimée, plus de 900 sont tués ou blessés.

### Campagne d'Italie (1859)
Comme pour la campagne de Crimée, l'armée d'Afrique fut appelée à fournir un contingent pour la campagne d'Italie.
Un décret du 26 mars créa un régiment provisoire de tirailleurs algériens destiné à servir en Italie. Il eut 3 bataillons à 6 compagnies qui fut formé avec des éléments tirés des 3 régiments, qui fournirent chacun la valeur d'un bataillon, environ 1 100 soldats. Ces régiments furent ensuite recomplétés, mais eurent leurs compagnies réduites de 45 hommes. Le commandement en est donné au colonel Laure, du 2e régiment de Tirailleurs algériens. Ce régiment s'illustre particulièrement lors des batailles de Magenta et Solférino. Henri Dunant écrira : « À l'attaque du mont Fontana les tirailleurs algériens sont décimés, leurs colonels Laure et Herment sont tués, leurs officiers succombent en grand nombre, ce qui redouble leur fureur : ils s'excitent à venger leur mort et se précipitent, avec la rage de l'Africain, sur leurs ennemis qu'ils massacrent avec frénésie sans trêve ni relâche et comme des tigres altérés de sang ». Dans l'historique du 3e Tirailleurs, on peut lire : « Dans cette rude journée, ou la bravoure fit autant plus que la science militaire, les tirailleurs provoquèrent l'admiration de toute l'armée en se montrant non seulement l'incomparable troupe de choc qu'ils avaient toujours été, mais encore d'opiniâtres défenseurs du terrain conquis, d'infatigables combattants toujours prêts à recommencer la lutte, en un mot, faisant preuve des plus précieuses qualités qui distinguent une troupe d'élite, aussi bien dans la défense que dans l'attaque ».
En deux mois, le régiment a eu 44 officiers et 587 hommes tués ou blessés.

### Expédition du Mexique (1862-1867)
Au Mexique, de 1862 à 1867, un bataillon à six compagnies est créé. À l'initiative du général Bazaine, sur les six compagnies fournies à raison de deux par chacun des trois régiments de RTA, deux furent montées, à cheval. Ainsi, les tirailleurs algériens, parmi les premiers, eurent leurs cavaliers. 
Les tirailleurs s'illustrent à nouveau, notamment lors de la bataille de San Lorenzo le 8 mai 1863, où les tirailleurs prennent deux drapeaux ennemis,. 
Maurice Loir décrit ainsi les faits d'armes des turcos : « Entraînés par la compagnie du capitaine Estelle, les turcos abordèrent vigoureusement le village à la baïonnette et contribuèrent, dans la plus large mesure, à la déroute des six ou sept mille hommes que Comonfort avait placés à San Lorenzo. Cette brillante affaire fut une vraie bataille, puisque les Mexicains y perdirent, en une heure et demie, 800 hommes tués ou blessés, qu'il ne leur restait ni canons ni munitions et que nous leur avions fait 1 200 prisonniers, pris 3 drapeaux, 11 fanions, 500 mulets et tout un convoi. Pour leur part, les braves turcos avaient merveilleusement donné; les tirailleurs Ahmed Ben Ayoub et Khemil Ben Ali s'étaient emparés de deux drapeaux. En raison de ces actions d'éclat, la croix de la Légion d'Honneur fut suspendue au fanion de cette troupe dans une revue passée par le général Douay à Guadalajara au mois d'avril 1864. Lors de la rentrée du corps expéditionnaire et de la dissolution du bataillon de marche algérien, elle orna naturellement le drapeau du 3e régiment de tirailleurs, auquel appartenaient Ahmed Ben Ayoub et Khemil ben Ali, auteurs du beau fait d'armes qui avait motivé cette distinction. ». 
À la suite de leurs exploits militaires, un bataillon sera désigné pour monter la garde au palais des Tuileries à Paris.

### Guerre de 1870-71

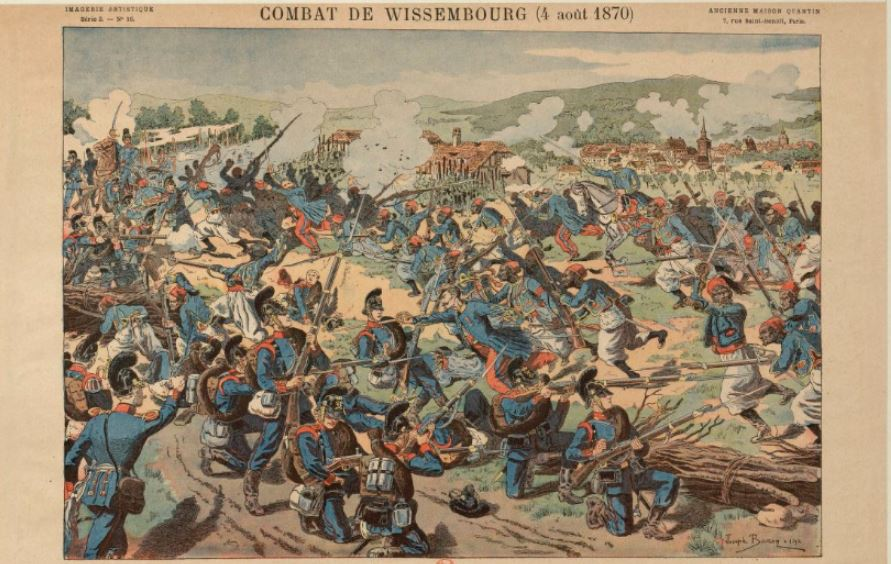
Charge à la baïonnette du 1er RTA contre l'infanterie bavaroise à Wissembourg le 4 août 1870, estampe de Joseph Beuzon, 1892).

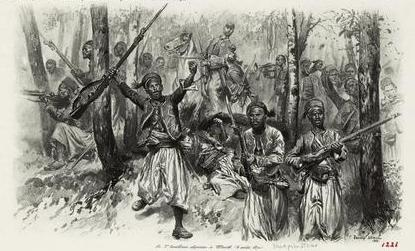
Le 3e RTA à Wœrth en 1870.

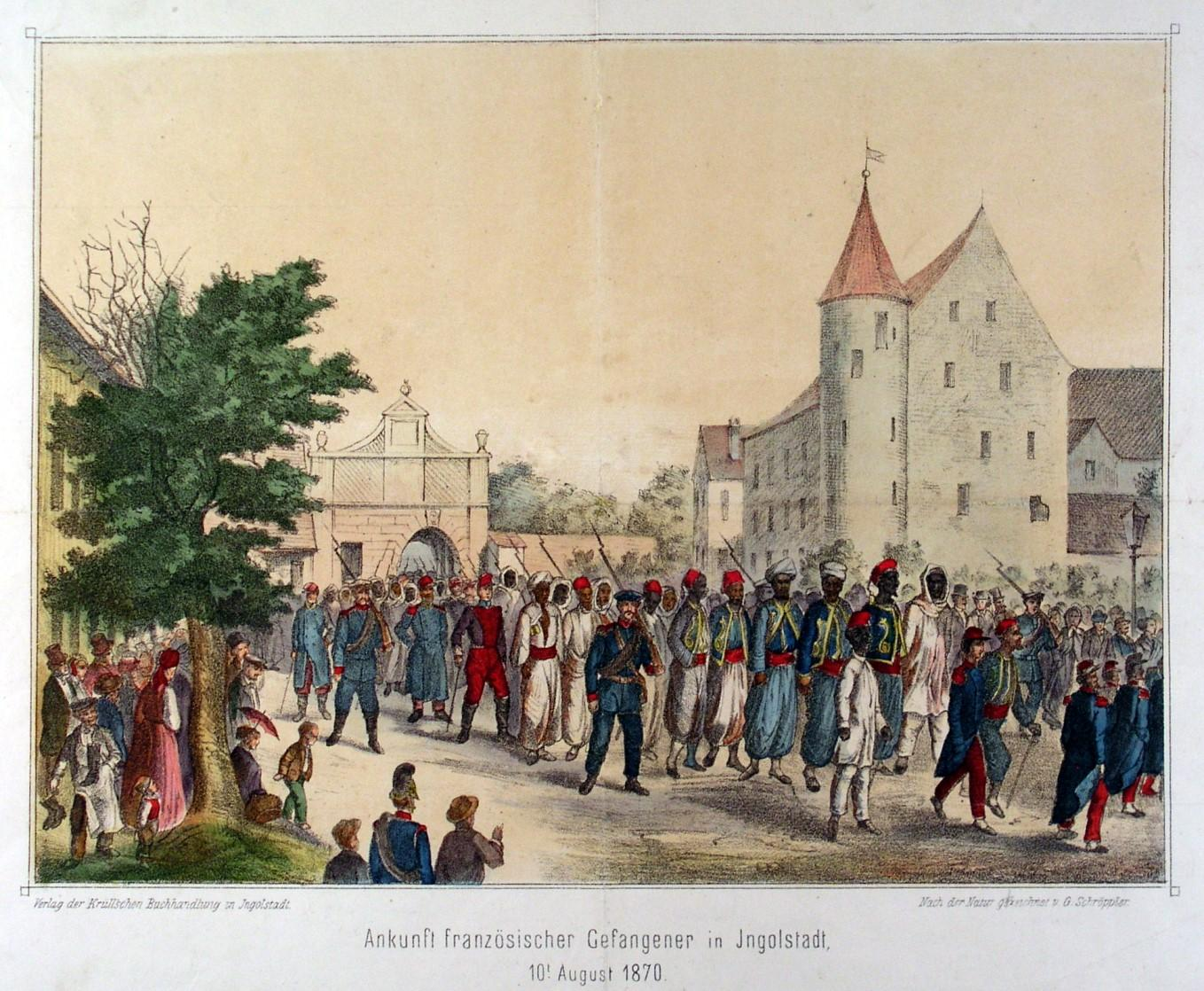
Arrivée de tirailleurs prisonniers de guerre à Ingolstadt le 10 août 1870, peinture de Gustav Schröpler, 1870.

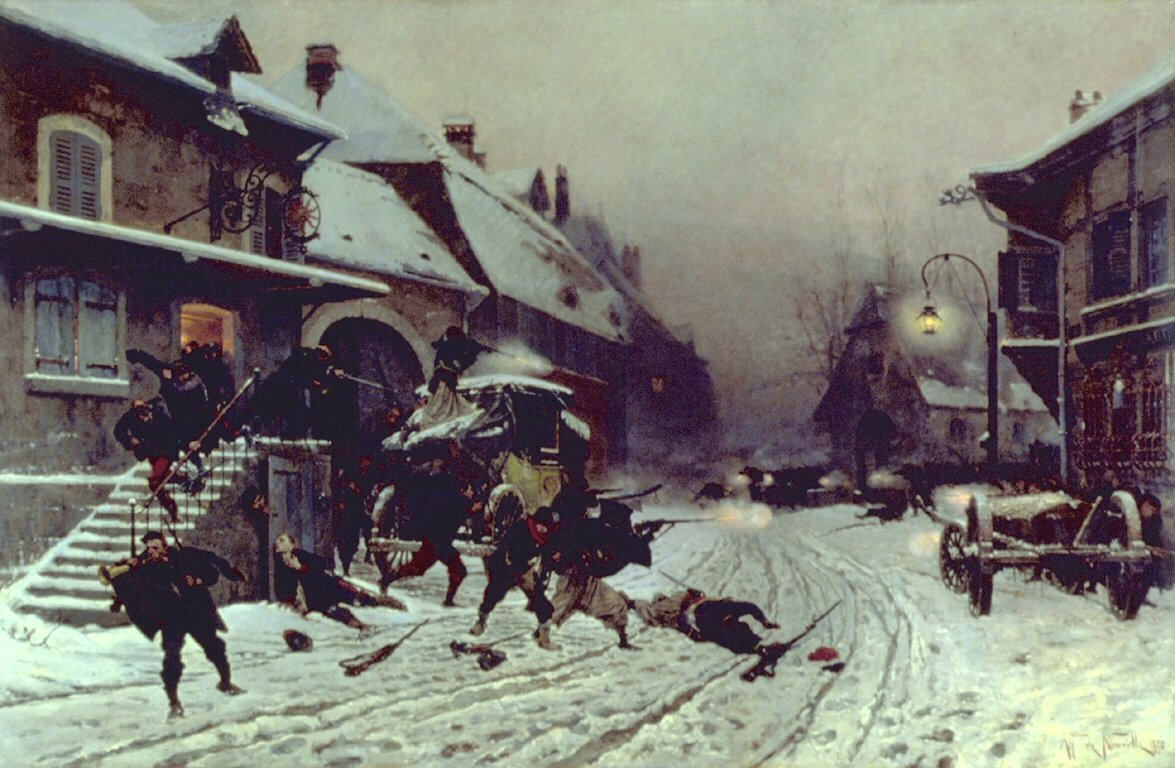
Tirailleurs algériens et garde mobile défendant un village dans le Jura en 1870-1871, L'attaque au crépuscule, toile d'Alphonse de Neuville, 1877.

Durant la guerre de 1870-71, les trois régiments de tirailleurs (environ 9 000 hommes) sont envoyés en France où ils combattent lors des batailles de Wissembourg et Frœschwiller-Wœrth. Lors du combat de Wissembourg, le 1er Tirailleurs lutte toute une journée, avec un bataillon du 74e de ligne, contre plus de 15 bataillons bavarois et prussiens. 2 800 soldats français sont opposés à plus de 11 000 ennemis. Les régiments sont décimés et après Frœschwiller, le 2e Tirailleurs ne comptent plus que 450 hommes valides sur 3 000. Après la défaite de Sedan du 2 septembre 1870, un régiment de tirailleurs combat dans l'Armée de la Loire puis avec le général Bourbaki en Franche-Comté en janvier 1871. Leurs pertes sont estimées à 5 000 tués.
La Marche des Tirailleurs ou Chant des Turcos relate l'exploit du 2e Régiment de Tirailleurs Algériens à Frœschwiller le 6 août 1870. Les tirailleurs chargèrent les canons prussiens au prix de 90 % de pertes.
En 1870-1871 certains de ces tirailleurs algériens ou Turcos furent tués par les Versaillais comme Kaddour, 'le turco de la commune » d'Alphonse Daudet (Contes du lundi), d'autres en participant à la répression française de la révolte kabyle. Le plus grand nombre fut tué par les Prussiens, comme le Turco de Chanteau, héros en l'honneur duquel deux monuments existent dans cette commune du Loiret. À quelques kilomètres, des dizaines de tirailleurs algériens, héros de la Seconde Guerre mondiale, sont inhumés à Fleury-les-Aubrais.

## Première Guerre mondiale

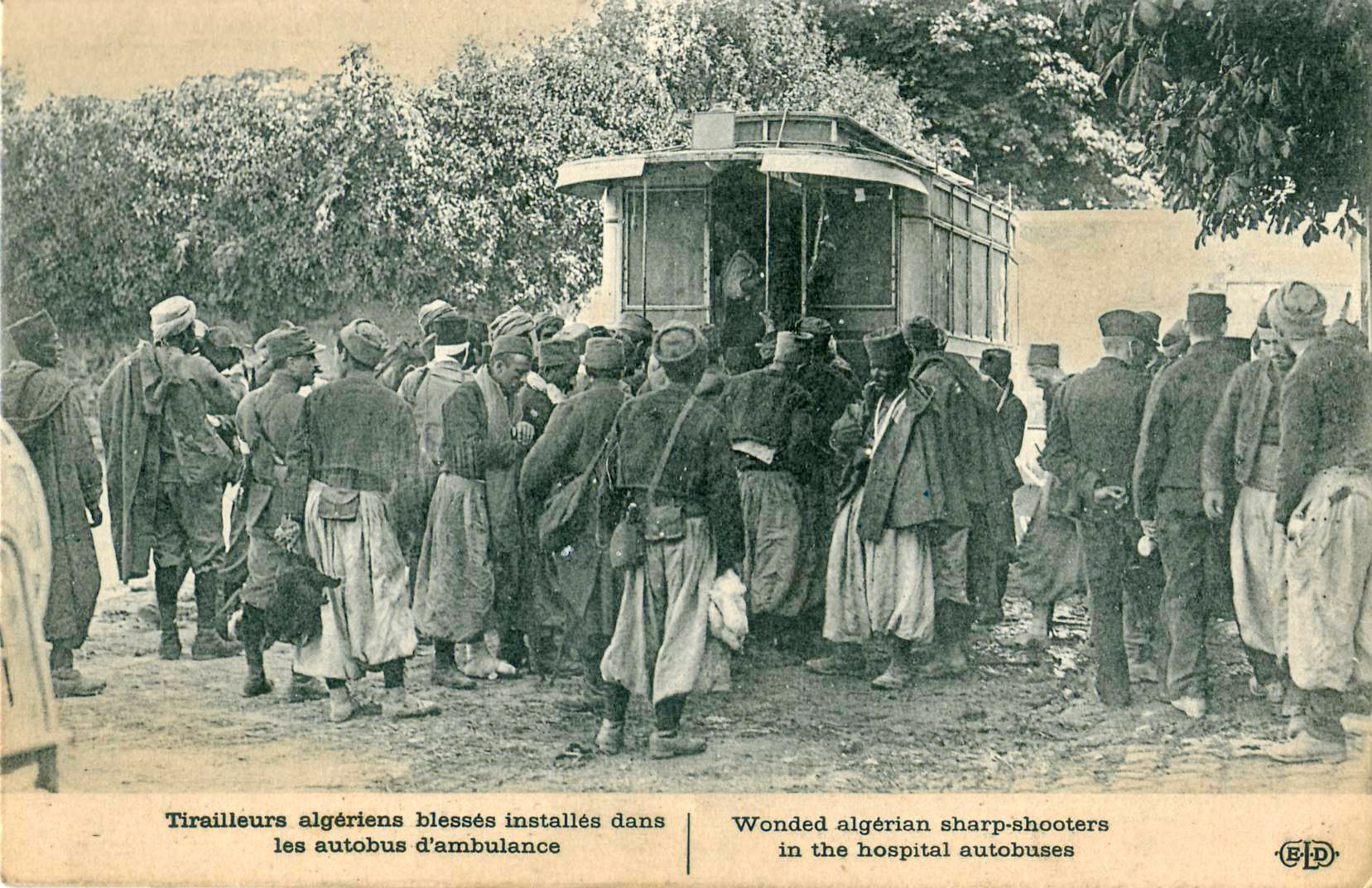
Tirailleurs algériens blessés pendant la Première Guerre mondiale et évacués par des autobus parisiens transformés en ambulances militaires

Environ 270 000 Maghrébins sont mobilisés en 1914-18 et 190 000 vont être envoyés en Europe.

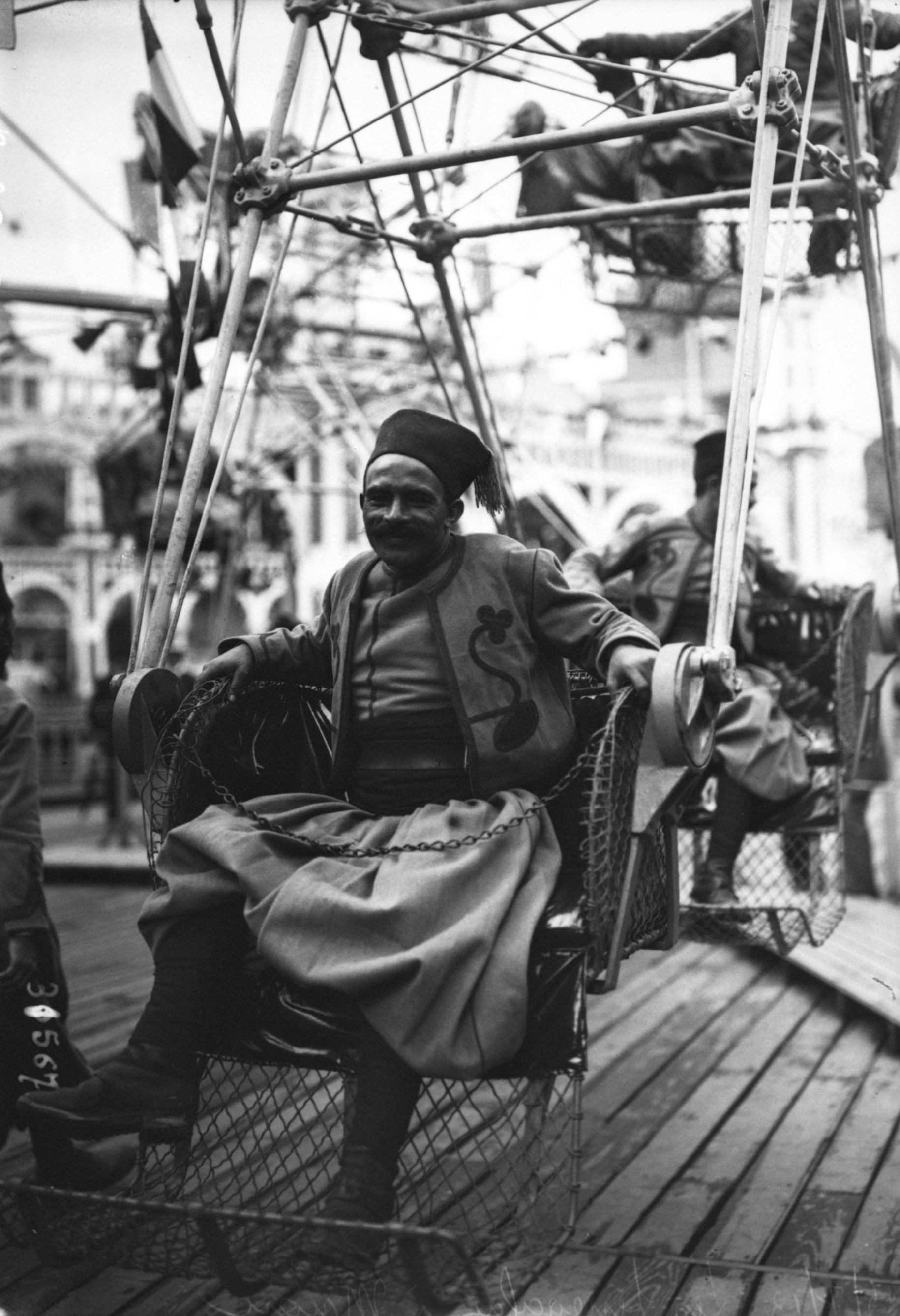
Tirailleur algérien à Magic City, Paris, 1913.

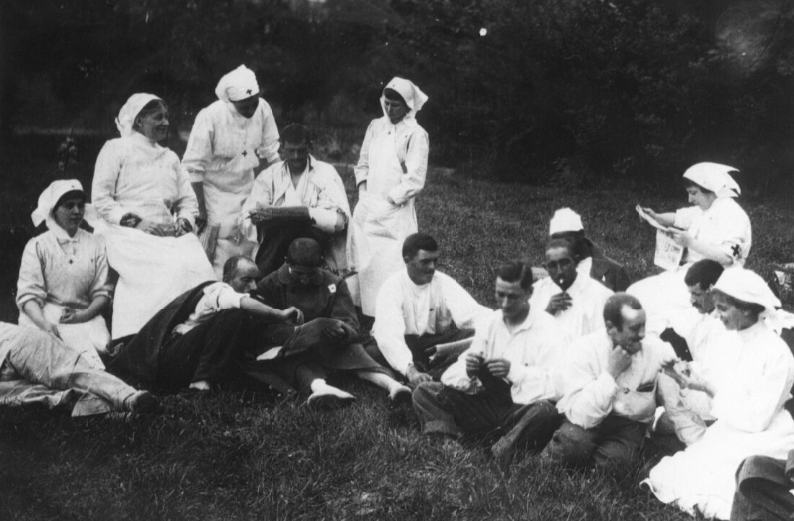
Infirmières françaises et anglaises parmi les tirailleurs algériens blessés en septembre 1914

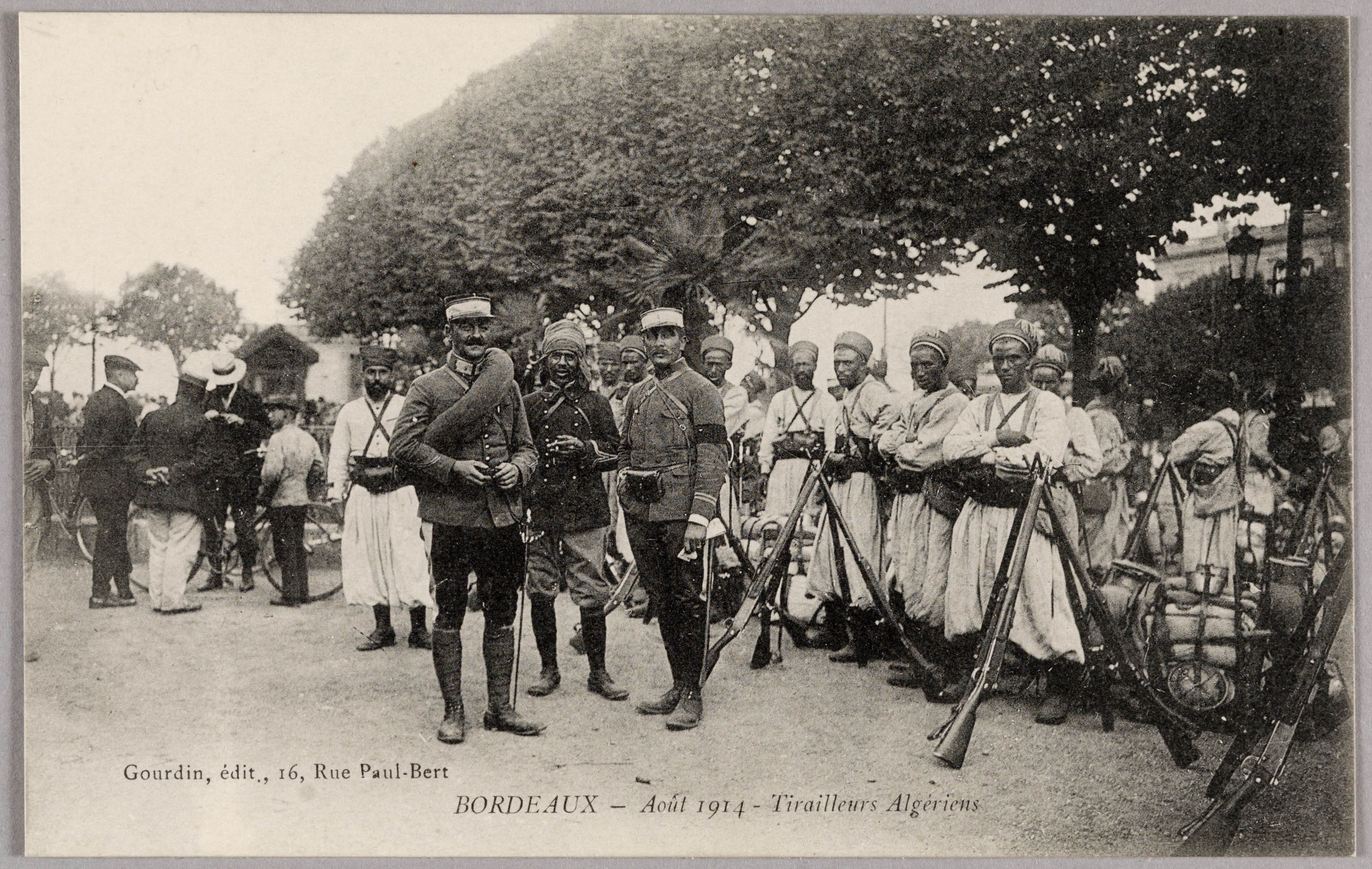
Tirailleurs algériens à Bordeaux en août 1914.

Si ces effectifs sont peu importants par rapport au total des effectifs engagés, leur rôle ne saurait être sous-estimé. Les troupes de l'Armée d'Afrique en particulier, européennes comme indigènes, ont participé aux combats sur le front de France. Leur apport a notamment été très important dans les semaines décisives de septembre 1914 lors de la bataille de la Marne. Ainsi, à propos des faits d'armes de la Division marocaine, composée pour moitié de tirailleurs algériens et tunisiens, lors de cette bataille, le maréchal Foch aurait dit : « La fortune a voulu que la division marocaine fût là ! ». Il cite la division à l'ordre de l'Armée le 22 septembre 1914. Quant à Adolphe Messimy, il écrit plus tard dans ses mémoires à propos des divisions d'outre-mer ayant participé à cette victoire de la Marne : « Je laisse à ceux qui me liront le soin de réfléchir à ce qu'auraient été les événements, si Gallieni sur l'Ourcq et Foch aux marais de Saint-Gond, n'avaient pas eu à leur disposition ces troupes d'élite, pleine d'élan et fraîches, s'ils auraient pu remporter de justesse les deux succès qui décidèrent du sort de la bataille décisive... et de la France ».

Si des cas de paniques sont signalés dans les bataillons lors des premières semaines de combats, comme dans les unités métropolitaines et de Zouaves, par la suite, les régiments de tirailleurs sont considérés fiables, et après Charleroi et la Marne, ils s'illustrent, comme les Zouaves, dans des batailles, en Champagne, à Verdun, dans la Somme et dans les offensives victorieuses finales.

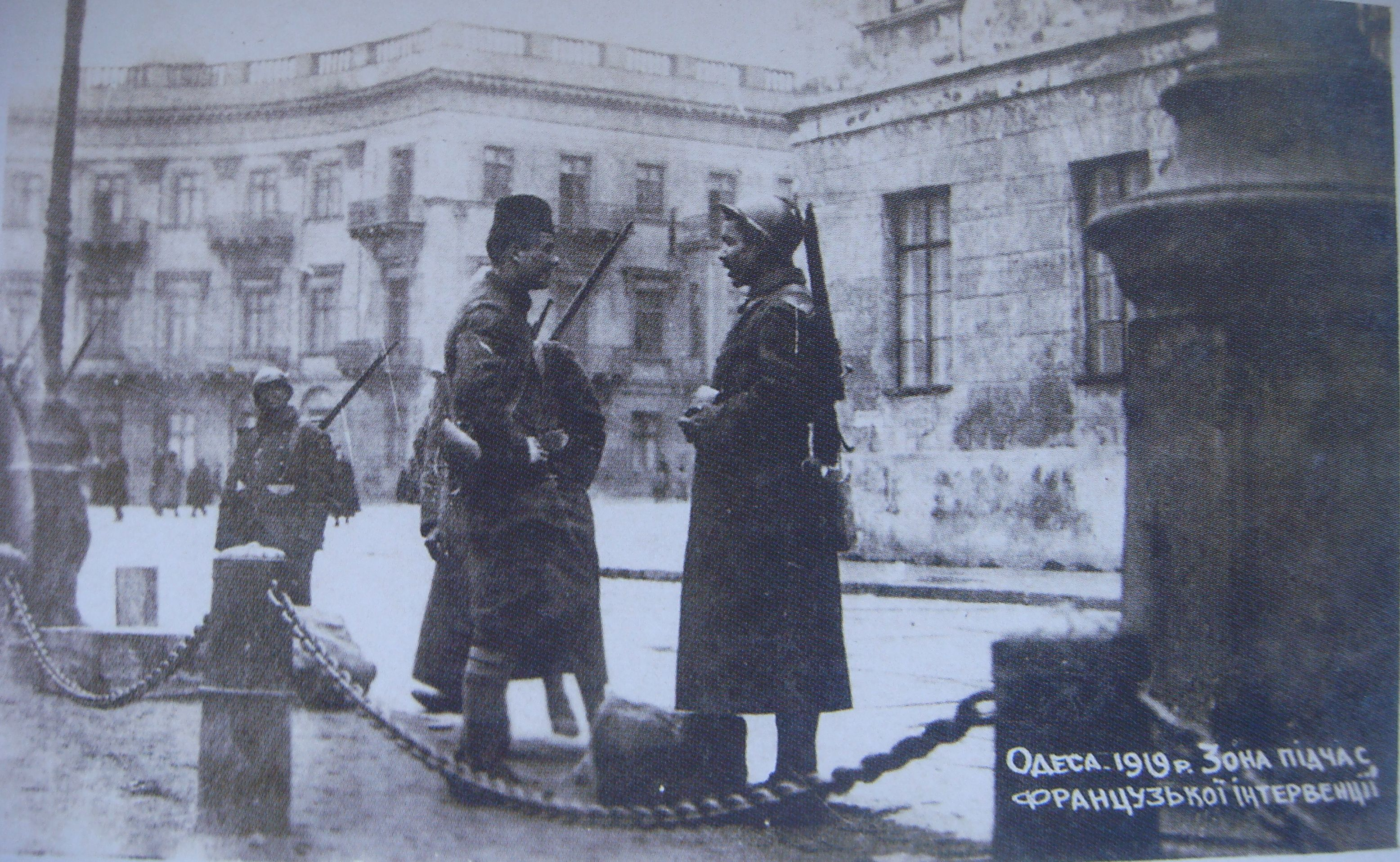
Tirailleurs dans une rue d'Odessa, en 1919, lors de l'intervention française dans la guerre civile russe.

À propos des tirailleurs algériens, le baron des Lyons de Feuchin écrit en 1924 dans son Rapport sur le Bilan des Pertes en Morts et en Blessés des Nations Belligérantes : « Le rôle joué pendant la grande guerre par les indigènes algériens a été grand, leur sang s'est mêlé au sang français sur tous les champs de bataille, leur acquérant des droits légitimes par des sacrifices communs... ».
Les tirailleurs sont aussi engagés en mer Noire, en 1919, lors de l'intervention française dans la guerre civile russe contre les Bolcheviques. Ils stationnent à Odessa et à Sébastopol.
Selon Gilbert Meynier, 155 221 algériens et tunisiens ont combattu au front et le nombre de tués s'élèvent à 35 900 soit un taux de pertes de 23 %.

### Parcours des régiments de tirailleurs
Parcours des seize régiments de marche de tirailleurs (numérotation définitive au 11 novembre 1918) en activité au 11 novembre 1918, durant la guerre 1914-18. Deux régiments (les 14e et 17e) sont créés en octobre 1918 et n'ont pas combattu. Trois autres (les 12e, 15e et 21e) sont créés en novembre après l'armistice.
Quatre régiments mixtes de zouaves et tirailleurs, c'est-à-dire notamment composés d'européens, sont créés lors de la Première Guerre mondiale avec deux bataillons de tirailleurs algériens et un bataillon de zouaves. Ils perdent leur bataillon de zouaves entre avril et juillet 1918 et deviennent alors entièrement composés de tirailleurs. Les 2e et 3e mixtes sont transformés respectivement en 13e RMT et 6e RMT alors que les 1er et 4e mixtes conservent leur nom de mixte jusqu'en 1920.
Tous les régiments sont appelés régiments de marche de tirailleurs (RMT) qu'ils soient composés de tirailleurs en provenance d'Algérie ou de Tunisie (comme le 4e RMT). Le jour de l'armistice, on compte donc seize régiments de marche de tirailleurs (RMT) (dont deux ont conservé l'appellation mixte sans l'être) représentant quarante-huit bataillons. 

## Entre-deux-guerres
En juin 1919, on constitue de nouvelles unités de marche à partir de bataillons stationnant en France où ils viennent de combattre.
- Pour l'Armée de Hongrie : les trois bataillons du 12e de marche forment le 16e de marche ; les trois bataillons du 6e de marche forment le 18e de marche ; les trois bataillons du 1er mixte forment le 19e de marche ; les trois bataillons du 17e de marche et les trois bataillons du 21e de marche gardent leur numéro.
- Pour l'Armée du Danube : les trois bataillons du 14e de marche forment le 22e de marche ; les trois bataillons du 10e de marche forment le 23e de marche.
- À la 122e D.l. de Constantinople, les trois bataillons du 11e de marche forment le 27e de marche.

### Campagnes du Levant
De 1920 à 1927, l'Afrique du Nord fourni la plupart des unités d'infanterie de l'armée du Levant. Les 17e, 18e, 19e, 21e, 22e, 27e, 31e, 47e RTA constituent l'essentiel de son infanterie aux côtés des 16e, 20e et 36e RTT ainsi que des 65e et  66e RTM.  
Les tirailleurs participent à toutes les campagnes entre 1920 et 1927 : campagne de Cilicie contre les turcs en 1920-1921, guerre franco-syrienne en mars 1920-juillet 1920,  révolte druze de 1925-1927. Le 19e RTA est cité une fois à l'ordre de l'armée pour sa conduite lors de la campagne de Cilicie et le 21e RTA, trois fois, pour les opérations en Cilicie et en Syrie. Plusieurs bataillons sont également cités à l'ordre de l'armée.

### Campagne du Maroc
Comme avant la Grande guerre, depuis 1907, les tirailleurs algériens sont utilisés massivement durant toute la période de l'entre-deux-guerres dans les opérations de « pacification » au Maroc notamment lors de la Guerre du Rif de 1925 à 1927. Le 25e RTA est cité à l'ordre de l'armée pour sa conduite lors de la Guerre du Rif en 1926 ainsi que de nombreux bataillons.

## Seconde Guerre mondiale
Au 1er mars 1940, l'effectif des Maghrébins affectés aux armées s'élève à 70 000 hommes en métropole, 100 000 en Afrique du Nord, 23 000 au Levant, 2 000 dans la Marine et 145 000 affectés aux forces de territoire, soit un total de 340 000 hommes.
De 1942 et 1945, après le réarmement des troupes françaises en Afrique du Nord, 233 000 Maghrébins et Européens sont mobilisés et affectés essentiellement dans les régiments de tirailleurs notamment au sein de la 2e DIM, de la 3e DIA et de la 4e DMM. À cause de la crise des effectifs, les zouaves, normalement composés d'Européens recrutent aussi des « indigènes » et deviennent des unités mixtes. Trois régiments de zouaves, les 1er, 3e et 4e participent à la campagne de Tunisie en 1942-1943. Aucune formation de zouaves n'est engagée en Italie. Neuf bataillons prennent part aux campagnes de France et d'Allemagne en 1944-1945: 3 Bataillons de Zouaves Portés (BZP) à la 1re division blindée en 1944-1945, le 9e régiment de zouaves à la suite de la 1re Armée Française en Alsace et Allemagne enfin le 4e régiment de zouaves rattaché à l'armée commandée par le général Larminat et chargée de la liquidation des poches de résistance allemande de la pointe de Grave, à Royan et à La Rochelle sur la côte atlantique. Le 22e bataillon de marche nord-africain de la 1re division française libre est également composé de tirailleurs maghrébins et d'Européens.

### Bataille de France 1939-40
Au cours de la bataille de France du 10 mai au 25 juin 1940, 14 régiments de tirailleurs algériens (6e, 11e, 13e, 14e, 15e, 17e, 18e, 19e, 21e, 22e, 23e, 25e, 27e et 31e RTA) participent aux combats, aux côtés de 10 régiments de tirailleurs marocains (RTM) et 5 régiments de tirailleurs tunisiens (RTT). Cinq RTA sont cités une fois à l’ordre de l’armée (6e, 11e, 14e, 15e et 19e) ainsi que le 4e RTT et 5 RTM (1er, 2e, 3e, 4e et 7e). Le 13e RTA reçoit l'inscription Flandres 1940 sur son drapeau, le 1er RTM, l'inscription Gembloux 1940 (tout comme le 2e et le 7e RTM). En outre, 17 régiments de tirailleurs sont capturés dont les 13e, 14e, 15e, 21e, 22e, 23e, 25e et 27e RTA.
Le nombre de Maghrébins tués lors de la Bataille de France, majoritairement des tirailleurs algériens et tunisiens, s'élève à 5 400 sur un total d'environ 58 000 morts.

### Campagne de Syrie (1941)
En juin-juillet 1941, les 22e et 29e RTA participent avec le 16e RTT, au sein de l'armée d'armistice au Levant, à la campagne de Syrie contre les forces britanniques et les Forces françaises libres (FFL).

### Tunisie 1942-43
Au 15 mars 1943, les effectifs engagés dans la campagne de Tunisie, s'élèvent à environ 73 000 hommes dont plus de 50 000 Maghrébins (70 %).
Du 19 novembre 1942 au 13 mai 1943, 7 régiments de tirailleurs algériens (1er, 2e, 3e, 6e, 7e, 9e et 29e RTA) participent aux combats en Tunisie aux côtés du 4e RTT, du 7e RTM, du 4e RMZT et d'un bataillon du 16e RTT. Le 2e RTA est cité à l'ordre de l'armée ainsi que plusieurs bataillons de RTA. Le 1er RTA reçoit l'inscription Pichon 1943, le 2e RTA l'inscription Tunisie 1942-1943, le 3e RTA l'inscription Medjez-el-Bab 1943, le 7e RTA, l'inscription Fondouk-el-Okbi 1943, le 6e et le 9e, l'inscription  Djebel-Zaghouan 1943.
Le nombre de Maghrébins tués de novembre 1942 à mai 1943, essentiellement des tirailleurs, s'élève à environ 3 500.

### Italie 1943-44
En mai 1944, le CEF en Italie comporte 112 000 hommes dont 67 000 Maghrébins (60 %). 
Du 21 novembre 1943 à fin juillet 1944, les 3e et 7e RTA participent aux combats aux côtés du 4e RTT, des 1er, 2e, 4e, 5e, 6e et 8e RTM et du 22e BMNA. Toutes les unités comprennent des tirailleurs algériens, que ce soient des RTA, des RTT, des RTM ou le 22e BMNA. Sont cités à l'ordre de l'armée les 3e (2 fois) et 7e RTA, le 4e RTT, les 1er, 2e, 4e, 5e (2 fois), 6e et 8e RTM (2 fois) ainsi que le 22e BMNA.
Décrivant cette campagne, Pierre Montagnon écrit « Les tirailleurs de la 3e DIA, la division des trois croissants, écriront sur les pentes des Apennins quelques-unes des plus belles pages d'héroïsme de l'histoire de l'armée française. Ces enfants de la vieille Numidie que leur chef, le général de Montsabert, qualifie de par leur origine d'héritiers de la IIIe Augusta, enlèveront le Monna Casale (1 395 mètres), le Monna Acqua Fondata (1 325 mètres), s'accrochent au Belvédère avant de forcer la ligne Gustav et de marcher sur Rome ».
Lors de la campagne d'Italie, des soldats (Européens et Nord-Africains) du CEF commettent des crimes de 1944 en Ciociarie.
6 500 soldats, dont 4 000 Maghrébins, surtout des tirailleurs algériens et tunisiens, sont tués de novembre 1943 à juin 1944.

### France et Allemagne 1944-45

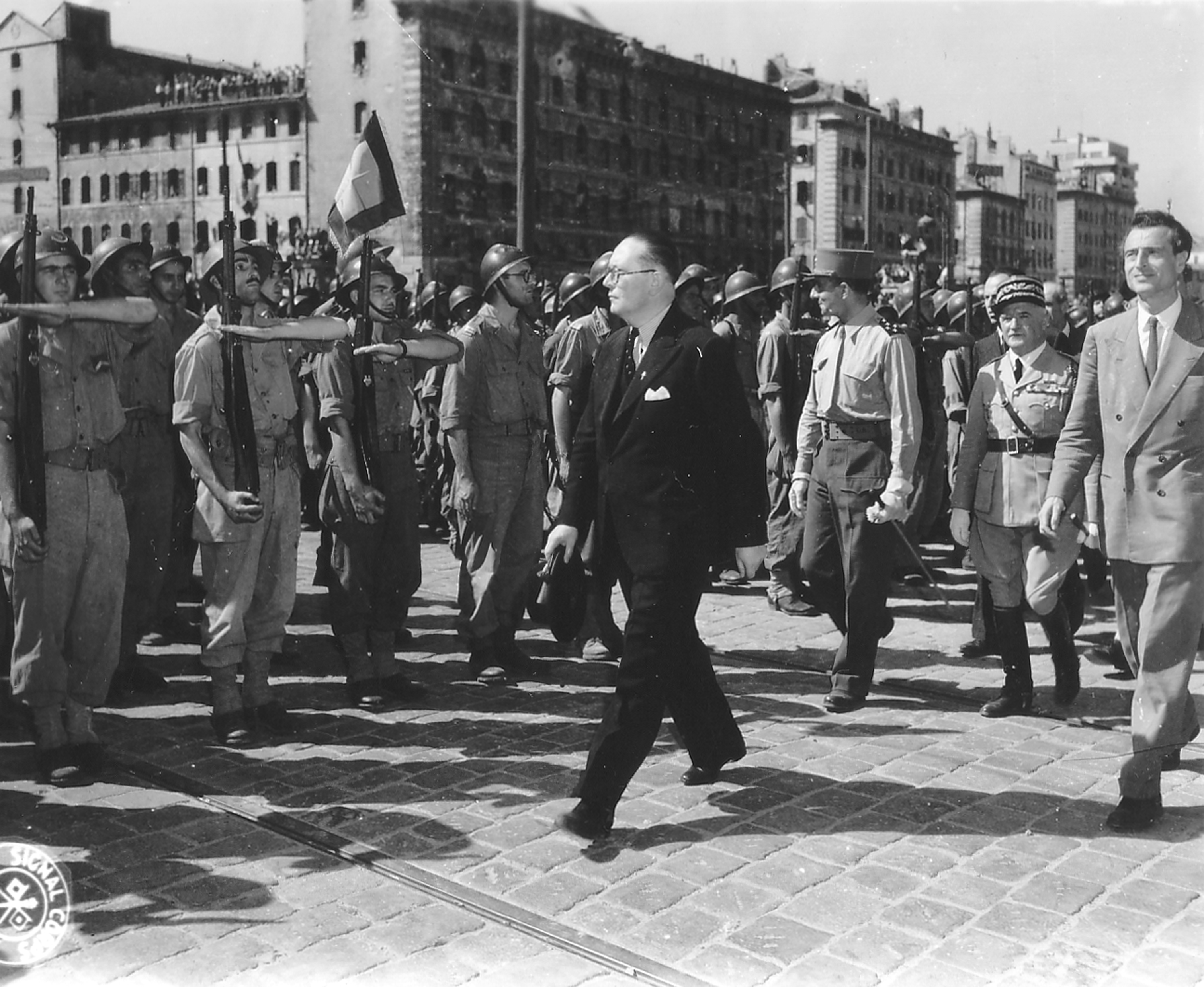
Revue de troupes du 7e RTA du colonel Léon Chappuis dans Marseille libérée, le 29 août 1944. De droite à gauche : Emmanuel d'Astier de La Vigerie, Joseph de Goislard de Monsabert (en képi à feuilles de chêne), Jean de Lattre de Tassigny et André Diethelm.

Sur les 267 000 hommes que compte la 1re armée quelques mois après le Débarquement de Provence en août 1944, les Maghrébins, majoritairement tirailleurs algériens et tunisiens, représentent environ 50 % des effectifs soit plus de 130 000 hommes. 
Toutes les unités de tirailleurs que ce soient des RTA, des RTT, des RTM ou le 22e BMNA comprennent des tirailleurs algériens. 
En France, du 16 août 1944 à mars 1945, 
- les 1er, 3e et 7e RTA participent aux combats aux côtés du 4e RTT, des 1er, 4e, 5e, 6e et 8e RTM au sein de la 1re Armée,
- le 22e BMNA et le 29e RTA (brièvement avril-mai 1945) avec le détachement d’armée des Alpes
- le 22e BMNA et 6e BPTNA (bataillon porté de tirailleurs nord-africains) avec le Détachement d’armée de l’Atlantique.

Sont cités à l'ordre de l'armée les 3e (2 fois) et 7e RTA (2 fois), le 4e RTT (2 fois), les 1er, 4e, 5e, 6e et 8e RTM ainsi que le 22e BMNA.
En Allemagne, du 19 mars 1944 au 8 mai 1945, 
- participent aux combats les 3e RTA, 4e RTT et les 1er, 4e, 5e et 6e RTM. Sont cités à l'ordre de l'armée plusieurs bataillons[49].

Le nombre de Maghrébins tués d'août 1944 à mai 1945, essentiellement des tirailleurs, s'élève à 3 716 (dont 96 à la 2e DB).

## Guerre d'Indochine (1946-54)
Entre 1947 et 1954, 122 900 Maghrébins débarquent en Indochine. Le 1er février 1954, les Maghrébins, majoritairement des tirailleurs algériens, engagés dans le Corps expéditionnaire français en Extrême-Orient sont environ 37 000 sur un total de 127 785 hommes des Forces terrestres (autochtones non compris),.
Les 1er, 2e et 7e régiments de tirailleurs arrivent en Indochine dès 1947 et au total 54 bataillons de tirailleurs algériens et tunisiens passent en Indochine de 1947 à 1955. Au total, le nombre de Maghrébins tués et disparus s'élève, selon les estimations, entre 8 000 et 12 256,.

## Guerre d'Algérie (1954-1962)
Dix régiments de tirailleurs (1er, 2e, 3e, 4e, 5e, 6e, 7e, 21e, 21e, 22e) composés de Français de souche nord-africaine (F.S.N.A) participent à la guerre d'Algérie.

## Décorations
Pour les décorations et les citations, les régiments de tirailleurs algériens sont avec les Zouaves parmi les plus décorés de l'armée française et viennent juste après le Régiment d'infanterie coloniale du Maroc (RICM), appartenant aux troupes coloniales, et le Régiment de marche de la Légion étrangère, appartenant à l'Armée d'Afrique.
Sur les 34 drapeaux d'Infanterie de l'armée française décorés à ce jour de la Légion d'honneur, 6 sont des régiments de tirailleurs algériens et tunisiens. Le drapeau du 2e RTA est l'un des 4 drapeaux de régiments de l'Armée française décorés à la fois de la Légion d'Honneur et de la Médaille Militaire,,. On lit dans une de ses 6 citations : « régiment d'assaut qui a conservé dans cette guerre les rudes et éclatantes traditions de l'arme blanche et de la baïonnette française ».
Au cours de la Première Guerre mondiale, leurs faits d'armes leur valent les plus hautes distinctions. Ils obtiennent plus de 20 % des plus hautes distinctions décernées (Drapeaux décorés de la Légion d'honneur ou de la Médaille militaire et fourragères rouges à la couleur de la Légion d'honneur) alors que leurs effectifs au combat ne représentent à la fin de la guerre que 2 % du total des combattants. Sur 19 régiments d'infanterie de l'Armée française dont le drapeau est décoré de la Légion d'honneur ou de la Médaille militaire au cours de la guerre, on dénombre 4 régiments de tirailleurs. Sur les 17 régiments (et 6 bataillons) qui ont reçu la fourragère à la couleur de la Légion d'honneur (au moins 6 citations à l'ordre de l'Armée) on dénombre également 4 régiments de tirailleurs. En outre, les 14 régiments de tirailleurs en activité au 31 août 1918 ont tous obtenu la fourragère (au moins 2 citations à l'ordre de l'Armée) totalisant 55 citations à l'ordre de l'Armée ; 6 reçurent la fourragère aux couleurs de la croix de Guerre, 4 la fourragère aux couleurs de la Médaille militaire et 4 fourragères aux couleurs de la Légion d'honneur,,.
Au cours de la Seconde Guerre mondiale 6 régiments de tirailleurs algériens et tunisiens sont cités à l'ordre de l'armée et 3 reçoivent la fourragère.
Deux régiments, les 4e RTT et 7e RTA ont été cités au moins 10 fois à l'ordre de l'armée de 1914 à 1945 et comptent parmi les plus décorés de l'Armée française.
Il n'y a pas de liaison directe entre le port d'une fourragère et l'attribution au drapeau de la décoration correspondante, car, c'est uniquement le nombre de citations à l'ordre de l'Armée qui est pris en compte pour l'attribution de la fourragère à une unité.
Concernant la Première Guerre mondiale, dans les listes ci-dessous, l'appellation correspondant aux régiments organiques est utilisée par souci de simplification (i.e 1er régiment de tirailleurs algériens (RTA) au lieu de 1er régiment de marche de tirailleurs (RMT) durant le conflit). Par ailleurs, jusqu'en 1921, il n'y a pas de distinction par origine entre tirailleurs algériens et tunisiens (i.e le 4e RTT est créé en 1884 en Tunisie sous l'appellation de 4e RTA et durant le conflit 14-18, un régiment de marche, 4e RMT, est créé à partir de ses bataillons). 

### Drapeaux
- Drapeaux décorés de la Médaille militaire
  - 2e régiment de tirailleurs algériens (05/07/1919)
- Drapeaux décorés de la Légion d'honneur
  - 1er régiment de tirailleurs algériens (15/10/1948)
  - 2e régiment de tirailleurs algériens (24/03/1902)
  - 3e régiment de tirailleurs algériens (11/11/1863)
  - 4e régiment de tirailleurs tunisiens (05/07/1919) (appellation 4e RTT à partir de 1921)
  - 7e régiment de tirailleurs algériens (05/07/1919)
  - 4e régiment mixte de zouaves et de tirailleurs, futur 16e R.T.T (05/07/1919)

### Première Guerre mondiale
Au cours de la guerre, les 14 régiments de tirailleurs obtiennent:
- 55 citations collectives à l'ordre de l'Armée
- 4 fourragères aux couleurs du ruban de la Légion d'honneur (6 citations à l'ordre de l'Armée)
  - 2e régiment de tirailleurs algériens (6 citations)
  - 4e régiment de tirailleurs tunisiens (6 citations) (appellation 4e RTT à partir de 1921)
  - 7e régiment de tirailleurs algériens (6 citations)
  - 4e régiment mixte de zouaves et de tirailleurs, futur 16e RTT (6 citations)
- 4 fourragères aux couleurs du ruban de la médaille militaire (4-5 citations à l'ordre de l'Armée)
  - 1er régiment mixte de zouaves et de tirailleurs futur 43e RTA (5 citations)
  - 8e régiment de tirailleurs tunisiens (5 citations) (appellation 8e RTT à partir de 1921)
  - 1er régiment de tirailleurs algériens (4 citations)
  - 13e régiment de tirailleurs algériens (4 citations)
- 6 fourragères aux couleurs du ruban de la Croix de guerre 1914-1918 (2-3 citations à l'ordre de l'Armée)
  - 9e régiment de tirailleurs algériens (3 citations)
  - 3e régiment de tirailleurs algériens (2 citations)
  - 5e régiment de tirailleurs algériens (2 citations)
  - 6e régiment de tirailleurs algériens (2 citations)
  - 10e régiment de tirailleurs algériens (2 citations)
  - 11e régiment de tirailleurs algériens (2 citations)

### Seconde Guerre mondiale
- Fourragère avec olive aux couleurs du ruban de la Médaille Militaire et de la Croix de guerre 1939-1945 (4-5 citations à l'ordre de l'Armée)
  - 3e régiment de tirailleurs algériens (4 citations)
- Fourragère avec olive aux couleurs du ruban de la croix de guerre 1939-1945 (2-3 citations à l'ordre de l'Armée)
  - 7e régiment de tirailleurs algériens (3 citations)

### Guerre d'Indochine
- Fourragère aux couleurs du ruban de la Médaille Militaire avec olive aux couleurs du ruban de la croix de guerre des Théâtres d'opérations extérieurs (4-5 citations à l'ordre de l'Armée)
  - 7e régiment de tirailleurs algériens (4e bataillon)

### Inscriptions sur les drapeaux
Inscriptions sur les drapeaux des principaux régiments de tirailleurs :
- 1er régiment de tirailleurs algériens : Laghouat 1852, Sébastopol 1854-1855, Turbigo 1859, San Lorenzo 1863, Extrême-Orient 1884-1885, Tchad 1900, Maroc 1907-1913-1918, la Somme-l'Aisne 1916, Saint-Thierry 1918, Pichon 1943, Vosges 1944, Indochine 1947-1954.
- 2e régiment de tirailleurs algériens : Laghouat 1852, Sébastopol 1854-1855, San Lorenzo 1863, Solferino 1859, Champagne 1915, Verdun 1916, L'Aisne 1917, Picardie 1918, Tunisie 1942-1943, Indochine 1947-1954.
- 3e régiment de tirailleurs algériens : Laghouat 1852, Sébastopol 1854-1855, Solferino 1859, San Lorenzo 1863, Extrême-Orient 1884-1885, Champagne 1915, Verdun 1916, l'Aisne 1918, Medjez-el-Bab 1943, Abruzzes 1944, Rome 1944, Toulon 1944, Vosges 1944, Indochine 1947-1954.
- 4e régiment de tirailleurs tunisiens : Casablanca 1908, Guise 1914, Artois 1915, Champagne 1915, Verdun 1917, l'Aisne 1918, Picardie 1918, Sommepy 1918, le Belvédère 1944, Garigliano 1944, Vosges 1944, Stuttgart 1945, Indochine 1947-1954.
- 5e régiment de tirailleurs algériens : Verdun 1916, Picardie 1918, Montfaucon 1918, Maroc 1925-1926.
- 6e régiment de tirailleurs algériens : l'Aisne 1914-1918, Champagne 1918, Noyon 1918, Maroc 1925-1926, Djebel-Zaghouan 1943, Indochine 1949-1954.
- 7e régiment de tirailleurs algériens : Artois 1915, Champagne 1915, Verdun 1917, Soissonnais 1918, Picardie 1918, l'Aisne 1918, Levant 1920-1921, Maroc 1925-1926, Fondouk el Okbi 1943, Rome 1944, Marseille 1944, Vosges 1944, Indochine 1947-1954.
- 8e régiment de tirailleurs tunisiens : Guise 1914, l'Yser 1914, Verdun 1916, La Malmaison 1917, l'Avre 1918, Mont d'Origny 1918.
- 9e régiment de tirailleurs algériens : Verdun 1916, la Somme 1916, Le Matz 1918, Djebel-Zaghouan 1943.
- 13e régiment de tirailleurs algériens : Le Matz 1918, Soissonnais 1918, l'Ailette 1918, Sommepy 1918, Maroc 1919-1934, Flanares 1940.
- 16e régiment de tirailleurs tunisiens : Artois 1915, Verdun-Douaumont 1916-1917, La Malmaison 1917, Noyon 1918, Soissonnais 1918, l'Oise-l'Ailette 1918, Levant 1925-1937.
- 1er régiment mixte de zouaves et de tirailleurs : l'Yser 1914, Verdun 1916, la Somme 1916, Les Monts 1917, l'Aisne 1918, Montdidier 1918.
- 2e régiment mixte de zouaves et de tirailleurs : Le Matz 1918, Soissonnais 1918, L'Ailette 1918, Sommepy 1918.
- 3e régiment mixte de zouaves et de tirailleurs : Verdun 1916, Les Monts 1917.
- 4e régiment mixte de zouaves et de tirailleurs : Artois 1915, Verdun-Douaumont 1916-1917, La Malmaison 1917, Noyon 1918, Soissonnais 1918, l'Oise-l'Ailette 1918.

## Nécropoles
Quelques nécropoles dans lesquelles les tombes de tirailleurs sont particulièrement nombreuses :
| Nécropoles                            | Guerre    | Nombre de tombes | Stèles musulmanes |
| Douaumont (Meuse)                     | 1914-1918 | 16 117           | 592               |
| Notre-Dame-de-Lorette (Pas-de-Calais) | 1914-1918 | 40 000           | 576               |
| La ferme de Suippes (Marne)           | 1914-1918 | 9 256            | 1 959             |
| Condé-Folie (Somme)                   | 1940      | 3 310            | 829               |
| Rougemont (Doubs)                     | 1944      | 2 177            | 1 251             |
| Sigolsheim (Haut-Rhin)                | 1944      | 1 589            | 792               |
| Venafro (Italie)                      | 1944      | 4 578            | 3 130             |
| Monte Mario (Italie)                  | 1944      | 1 709            | 1 142             |

## Hommages

### Voies portant le nom de régiments de tirailleurs

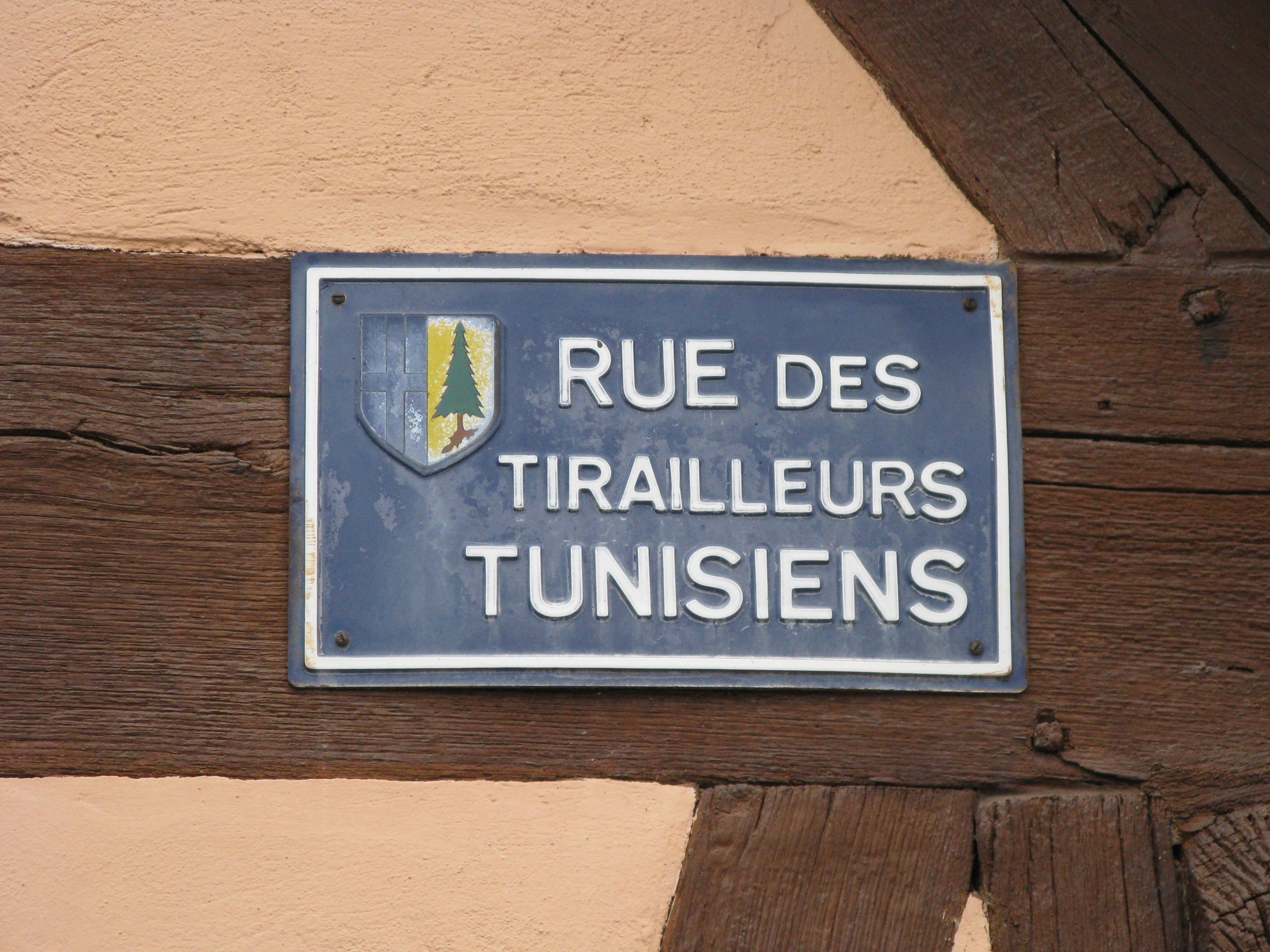
En mémoire des libérateurs « La rue des Tirailleurs tunisiens » à Scheibenhard en Alsace.

- Avenue du Treizième Tirailleurs et Pont du 13e Tirailleurs Algériens à Limal (Belgique)
- Boulevard du 7e Tirailleurs Algériens à Marseille (Bouches-du-Rhône)
- Place du 3e RTA à Toulon (Var)
- Place du 3e RTA à Damprichard (Doubs)
- Place du 3e RTA à Kilstett (Bas-Rhin)[83]
- Rue du 3e RTA à Pontarlier (Doubs)
- Rue du 3e RTA à Bussang (Vosges)
- Rue des 3e et 7e RTA à Saulxures-sur-Moselotte (Vosges)
- Rue des Tirailleurs Tunisiens à Scheibenhard (Bas-Rhin)
- Rue du 15e RTA à Périgueux (Dordogne)

## Chefs prestigieux ayant commandé les bataillons ou régiments de tirailleurs algériens et tunisiens

### Grands-croix de la légion d'honneur
- Général Charles Nicolas Vergé, commande le 1er bataillon de tirailleurs indigènes de 1842 à 1848
- Général Emmanuel Félix de Wimpffen, commande le 1er bataillon de tirailleurs indigènes de 1848 à 1851
- Général Pierre Bosquet, commande le 2e bataillon de tirailleurs indigènes de 1842 à 1845
- Général Charles Denis Bourbaki, commande le 3e bataillon de tirailleurs indigènes de 1846 à 1850
- Général Henri Jules Bataille, commande le 3e bataillon de tirailleurs indigènes de 1850 à 1851
- Général Charles Joseph François Wolff, chef du 2e bataillon de tirailleurs d'Alger en 1855
- Général Louis Joseph Le Poittevin de La Croix-Vaubois, commande le 3e régiment de tirailleurs algériens de 1858 à 1864
- Général François de Linares, commande le  3e régiment de tirailleurs algériens en 1943-1944
- Général Paul Gandoët, chef de bataillon au 4e régiment de tirailleurs tunisiens en 1944

### Grands officiers de la Légion d'honneur
- Genéral Étienne Hugues Rose, commande le régiment de tirailleurs algériens durant le siège de Sébastopol en 1855
- Général Jean Pellé, commande le 2e bataillon de tirailleurs indigènes de 1845 à 1852
- Général Léon Chappuis, commande le 7e régiment de tirailleurs algériens en 1943-1944

### Ouvrages
- Anthony Clayton, Histoire de l'Armée française en Afrique 1830-1962, Albin Michel, 1994
- Robert Huré, L'Armée d'Afrique: 1830-1962, Charles-Lavauzelle, 1977
- Jean louis Larcade, Zouaves & Tirailleurs Les régiments de marche et les régiments mixtes (1914-1918), 2 tomes, Editions des Argonautes, 2000
- Dominique Lormier, C'est nous les Africains, Calmann-Levy, 2006
- Antoine Mattei (capitaine au 124e régiment de ligne), Étude sur les tirailleurs algériens, etc., 1872
- Razik Alex Menidjel, Les Tirailleurs algériens, Éditions Publibook, 2007  (ISBN 2748336321)
- "De l'Algérie au Rhin, Journal de Guerre du 3e Tirailleur de Marche", 168 pages, 47 illustrations (38 photographies et 9 cartes) Auguste Picard, éditeur, Paris, 1920
- Tarek, Batist, Yasmina Khadra (préface) et Kamel Mouellef, Turcos, le jasmin et la boue, Tartamudo, 2011

### Revues
- Carnets de la Sabretache :
  - « Tirailleurs marocains 1930-1943 », no 18, 3e trimestre 1973
  - Tirailleurs algériens et tunisiens 1830/1964, numéro spécial, 1980, série 55
  - « Tunisiens et Français 1882-1962 », numéro spécial année 1991
- Les Africains, Historama, hors-série no 10, 1970

#### Corps formés de tirailleurs
- Armée d'Afrique
- Division marocaine (1re Guerre mondiale)
- 3e division d'infanterie algérienne (2e Guerre mondiale)

#### Autres unités de l'Armée d'Afrique
- Tirailleur
- Zouaves
- Tirailleurs marocains

#### Campagnes militaires
- Corps expéditionnaire français en Italie
- Débarquement de Provence

#### Tirailleurs des autres colonies
- Tirailleurs indochinois

#### Liste des régiments
| - 1er régiment de tirailleurs algériens - 2e régiment de tirailleurs algériens - 3e régiment de tirailleurs algériens - 4e régiment de tirailleurs tunisiens - 5e régiment de tirailleurs algériens - 6e régiment de tirailleurs algériens - 7e régiment de tirailleurs algériens - 8e régiment de tirailleurs tunisiens - 9e régiment de tirailleurs algériens - 10e régiment de tirailleurs algériens - 11e régiment de tirailleurs algériens - 12e régiment de tirailleurs tunisiens - 13e régiment de tirailleurs algériens - 14e régiment de tirailleurs algériens - 15e régiment de tirailleurs algériens - 16e régiment de tirailleurs tunisiens | - 17e régiment de tirailleurs algériens - 18e régiment de tirailleurs algériens - 19e régiment de tirailleurs algériens - 19e bataillon de parachutistes algériens - 20e régiment de tirailleurs tunisiens - 21e régiment de tirailleurs algériens - 22e régiment de tirailleurs algériens - 23e régiment de tirailleurs algériens - 24e régiment de tirailleurs tunisiens - 25e régiment de tirailleurs algériens - 26e régiment de tirailleurs algériens - 27e régiment de tirailleurs algériens - 28e régiment de tirailleurs tunisiens - 29e régiment de tirailleurs algériens - 31e régiment de tirailleurs algériens | - 32e régiment de tirailleurs tunisiens - 33e régiment de tirailleurs algériens - 35e régiment de tirailleurs algériens - 36e régiment de tirailleurs tunisiens - 37e régiment de tirailleurs algériens - 39e régiment de tirailleurs algériens - 43e régiment de tirailleurs algériens - 47e régiment de tirailleurs algériens - 108e régiment de tirailleurs tunisiens - 1er régiment mixte de zouaves et de tirailleurs - 2e régiment mixte de zouaves et de tirailleurs - 3e régiment mixte de zouaves et de tirailleurs - 4e régiment mixte de zouaves et de tirailleurs |

#### Auxiliaires, logistique
- Madame tirailleur

#### Histoire des régiments de tirailleurs
- Eric de Fleurian, Les tirailleurs d'hier et d'aujourd'hui et  leurs frères d'armes, site les-tirailleurs.fr. Site consacré à l’histoire militaire générale des régiments de tirailleurs algériens, tunisiens et marocains de 1842 à 1962. L'auteur, général de brigade, ancien chef de corps du 1er régiment de tirailleurs (1995-1997), est un expert de l'histoire des tirailleurs d'Afrique du Nord[84].

#### Généralités
- Les Tirailleurs algériens, Historia Magazine, la guerre d'Algérie, no 218/25, 6 mars 1972 par le général André Lenormand
- Les Tirailleurs algériens et tunisiens - Historique
- Infanterie d'Afrique (Insignes - Histoire - Drapeaux)

#### Campagnes militaires
- Parcours de guerre des régiments de marche des tirailleurs et régiments mixtes 1914-1918
- Monte Cassino - la bataille du Belvédère - Italie 1944
- Les Français dans la campagne d'Italie (1943-1944)
- M&C no 34 - La campagne de Tunisie (décembre 1942 - mai 1943)
- M&C no 38 - La campagne d'Italie (septembre 1943 - mai 1945)

#### Décorations
- Pages de gloire de la Division marocaine, 1914-1918, quelques citations individuelles de Tirailleurs ayant obtenu la Légion d'honneur en 1914-1918
- Les Fourragères rouges (à la couleur de la Légion d'honneur) décernées en 1914-1918, supplément du journal L'Illustration, 1919

#### Photos
- Cartes postales d'Afrique du Nord - Tirailleurs algériens
- Tirailleurs algériens en 1914-1918
- Régiment de tirailleurs algériens en route vers le Nord, 1914-1918
- Départ des tirailleurs algériens défilant dans les rues de Paris, la nouba en tête, 1914-1918
- Arrivée des tirailleurs algériens à la gare de Lyon, 1914-918
- Turcos rejoignant le front après le bombardement de Reims, 1914-1918
- Une infirmière donnant à boire à un Turco blessé, 1914-1918
- Tirailleur algérien causant avec des infirmières françaises, 1914-1918
- Inventaire du fonds photographique numérisé de la Section photographique de l'armée (SPA) relatif aux tirailleurs algériens et marocains conservé à La contemporaine (Nanterre).

#### Reconstitution
- 18e RTA Ailette 1940, reconstitue au sein du Collectif France 40 le 18e régiment de tirailleurs algériens de 1940